# Les insomniaques s'amusent
Albums de Daniel Bélanger
Quatre saisons dans le désordre
(1996)
Les insomniaques s'amusent est le premier album studio de l'auteur-compositeur-interprète québécois Daniel Bélanger paru en 1992.

## Liste des chansons
1. La Folie en quatre - 3:55
2. Ensorcelée - 4:12
3. Sèche tes pleurs - 2:38
4. Désespéré - 4:37
5. Ma Dépendance - 3:27
6. Opium - 4:39
7. Quand le jour se lève - 4:16
8. Le Bonheur - 4:38
9. Jamais les heures - 4:13
10. Mon Retour - 3:59
11. L'Autruche - 2:21

Le clip vidéo de la chanson Opium, réalisé par Lyne Charlebois, a remporté au gala de l'ADISQ de 1992 le prix du vidéoclip de l'année. L'album a été certifié platine (100 000 copies vendues) et vendu à plus de 175 000 exemplaires.

## Personnel
- Daniel Bélanger : Chant, guitares, synthétiseurs, piano
- Rick Haworth: guitares, mandoline, mandocelle, pedal steel, lap steel, dobro, sitar, tiple, programmation batterie, percussions, synthétiseurs
- Denis Labrosse: basse
- Mario Légaré: basse
- Kenny Pearson: orgue Hammond B3, piano, synthétiseur
- Claude Castonguay: piano, synthétiseur
- Claude Chaput: programmation synthétiseurs
- Ron Di Lauro: bugle, trompette
- Patrick Fisher: saxophone
- Lise Beauchamp: cor anglais
- Claude Lamothe: violoncelle
- Camil Bélisle: batterie
- Dominic Messier: batterie, programmation synthétiseurs
- Philippe Bernard: programmation batterie
- Daniel Bélanger, Rick Haworth, Sylvain Lefebvre, Claude Chaput : Arrangements

## Production
- Rick Haworth, Paul Pagé assisté de Rick Haworth et Claude Chaput : Réalisation
- Glen Robinson assisté de Rick Haworth, Paul Pagé : Mixing
- Studio: studio Piccolo, studio Victor, studio Saint-Charles, studio La Majeure, Le Studio (Morin Heights)
- Production: Les Disques Audiogramme inc.
- Gravure: Howie Weinberg (Masterdisk, New York), Bill Kipper (S.N.B., Montréal)
- Pochette et livret : Daniel Bélanger
- Conception et réalisation graphique: Anne Thomas Designer, Bernard Lagacé
- Conception photo: Lyne Charlebois
- Photo: Jean-François Gratton